# Botsuana en los Juegos Olímpicos de Moscú 1980
Botsuana estuvo representada en los Juegos Olímpicos de Moscú 1980 por un total de 7 deportistas masculinos que compitieron en atletismo.
El equipo olímpico botsuano no obtuvo ninguna medalla en estos Juegos.